# Рензетти, Роб
Роб Рензетти, полное имя — Роберт Джон Рензетти (англ. Rob Renzetti, Robert John Renzetti, 12 сентября 1967 г., Чикаго, Иллинойс, США) — американский аниматор и писатель. Является создателем мультсериала «Жизнь и приключения робота-подростка», режиссёром мультсериалов «Самурай Джек», «Лаборатория Декстера», продюсером мультсериала «Гравити Фолз».

## Биография
Родился 12 сентября 1967 года в Чикаго. Детство провёл в Аддисоне, штат Иллинойс. Окончил Иллинойсский университет в Урбане-Шампейне на факультете «История искусств». После окончания университета Рензетти в течение одного года посещал анимационную программу в Колумбийском колледже Чикаго, где он познакомился с Генди Тартаковски. Затем Рензетти и Тартаковски были приняты в Калифорнийский институт искусств в Лос-Анджелесе, где они были соседями по комнате.
После окончания Калифорнийского института искусств Роб начал свою карьеру аниматора в Мадриде в Испании, работая над пятью эпизодами мультсериала «Бетмен».
Роб Рензетти был сценаристом, режиссером и художником-раскадровщиком нескольких шоу канала Cartoon Network, в том числе «Два глупых пса», «Лаборатория Декстера», «Крутые девчонки», «Самурай Джек» и «Фостер: Дом для друзей из мира фантазий». В 2009 году он получил премию «Эмми» за работу над фильмом «Фостер: Дом для друзей из мира фантазий». В середине 1990-х он создал мультфильм «Мина и граф» — серию короткометражных анимационных фильмов, премьера которых состоялась в фильме «Что за мультфильм!». Позже шоу транслировалось в течение короткого времени в сериале «О да! Мультфильмы». В 1999 году он снял короткометражный фильм «Мой сосед — робот-подросток» — пилотный выпуск сериала «Жизнь и приключения робота-подростка», который также дебютировал на «О, да! Мультфильмы». в 2003 году мультсериал «Жизнь и приключения робота-подростка», основанный на короткометражке, вышел на Nickelodeon. В апреле 2008 года Рензетти начал работу над проектом Cartoon Network «The Cartoonstitute» в качестве главного продюсера.
Он был редактором сюжета в сериале «Дружба — это чудо» в течение первых двух сезонов сериала, но ушёл в 2011 году, вскоре после ухода шоураннера сериала Лорен Фауст, чтобы работать в качестве главного продюсера мультсериала «Гравити Фолз» на канале Disney. Впоследствии он работал над фильмом «Семейка Грин в городе» в качестве одного из его исполнительных продюсеров.
Совсем недавно Роб был исполнительным продюсером сериала «Космобой» для Netflix.
Рензетти также написал четыре книги для издательства Disney, в том числе «Путеводитель Диппера и Мейбл по тайнам» и «Безостановочное веселье!», бестселлер New York Times «Гравити Фолз: Дневник 3», «Утиные истории: разгадывание тайн и переписывание истории» и «Квесты прошлого».
В настоящее время он пишет свой первый оригинальный роман под названием «Ужасный мешок ужасных вещей», который станет первой книгой в трилогии, которая будет опубликована начиная с 2023 года.

## Фильмография
Фильмография Роба Рензетти:
- Два глупых пса (1993—1995)
- Мина и граф[англ.] (1995)
- Тупой и ещё тупее (мультфильм)[англ.] (1995—1996)
- Лаборатория Декстера (1995—1997)
- Крутые девчонки (мультфильм) (1998)
- Гриффины (2000—2001)
- Отряд времени[англ.] (2001)
- Мышиный дом (2001—2002)
- Самурай Джек (2001—2017)
- Что случилось с роботом Джонсом?[англ.] (2002)
- Жизнь и приключения робота-подростка (2003—2009)
- Фостер: Дом для друзей из мира фантазий (2006—2009)
- Время приключений (2010—2013)
- Дружба — это чудо (2010—2011)
- Гравити Фолз (2012—2016)
- Семейка Грин в городе (2018—2019)
- Космобой[англ.] (2021—2022)